# Coleophora alhamaella
Coleophora alhamaella is een vlinder uit de familie kokermotten (Coleophoridae). De wetenschappelijke naam is voor het eerst geldig gepubliceerd in 1980 door Baldizzone.
De soort komt voor in Europa.